# Відписні маєтності
Відписні маєтності — особлива категорія маєтностей, відписаних
на царський двір, що існували на Лівобережній Україні та Слобідській Україні 18 ст. Статус В.м. одержували володіння тих осіб, які скоїли злочин. Нерідко відписними на царський двір (чи сім’ю) ставали селяни, за яких виникали суперечки між власниками, або населені пункти, що набувалися
незаконним шляхом (напр., через захват). 1730 за царським указом була створена Канцелярія конфіскацій, якій підпорядковувалися відписані за провини, недоїмки та штрафи, а також виморочні (такі, що не мають спадкоємця) села, землі, двори, «заводи», лавки тощо. Наказувалося зробити описи й підрахувати всі В.м., визначити в них кількість душ чоловічої статі, з’ясувати, які податки сплачували та які повинності виконували їхні мешканці, скільки худоби й «пожитків» ті мали. Згідно з указом імператриці Анни Іванівни від 26 лютого 1736, у В.м. почали збирати побори в «государеву» казну, а згодом — примусили посполитих до виконання всіляких державних повинностей.
Відписні селяни мешкали у містах, містечках, селах, хуторах.
Так, 1740 в Охтирському полку вони проживали в містечку та 10 селах (загалом понад 600 дворів).
Тоді ж у Переяславі налічувалося
таких дворів усього 9. Представники влади на місцях зловживали своїм становищем і примушували жителів В.м. працювати на себе, сплачувати натуральні побори тощо.